# Hexurella
Hexurella is een geslacht van spinnen uit de familie Hexurellidae.

## Soorten
Het geslacht kent de volgende soorten: 
- Hexurella apachea Gertsch & Platnick, 1979
- Hexurella encina Gertsch & Platnick, 1979
- Hexurella ephedra Monjaraz-Ruedas, Mendez & Hedin, 2023
- Hexurella pinea Gertsch & Platnick, 1979
- Hexurella rupicola Gertsch & Platnick, 1979
- Hexurella uwiiltil Monjaraz-Ruedas, Mendez & Hedin, 2023
- Hexurella xerica Monjaraz-Ruedas, Mendez & Hedin, 2023
- Hexurella zas Monjaraz-Ruedas, Mendez & Hedin, 2023